# دانشنامه برخط

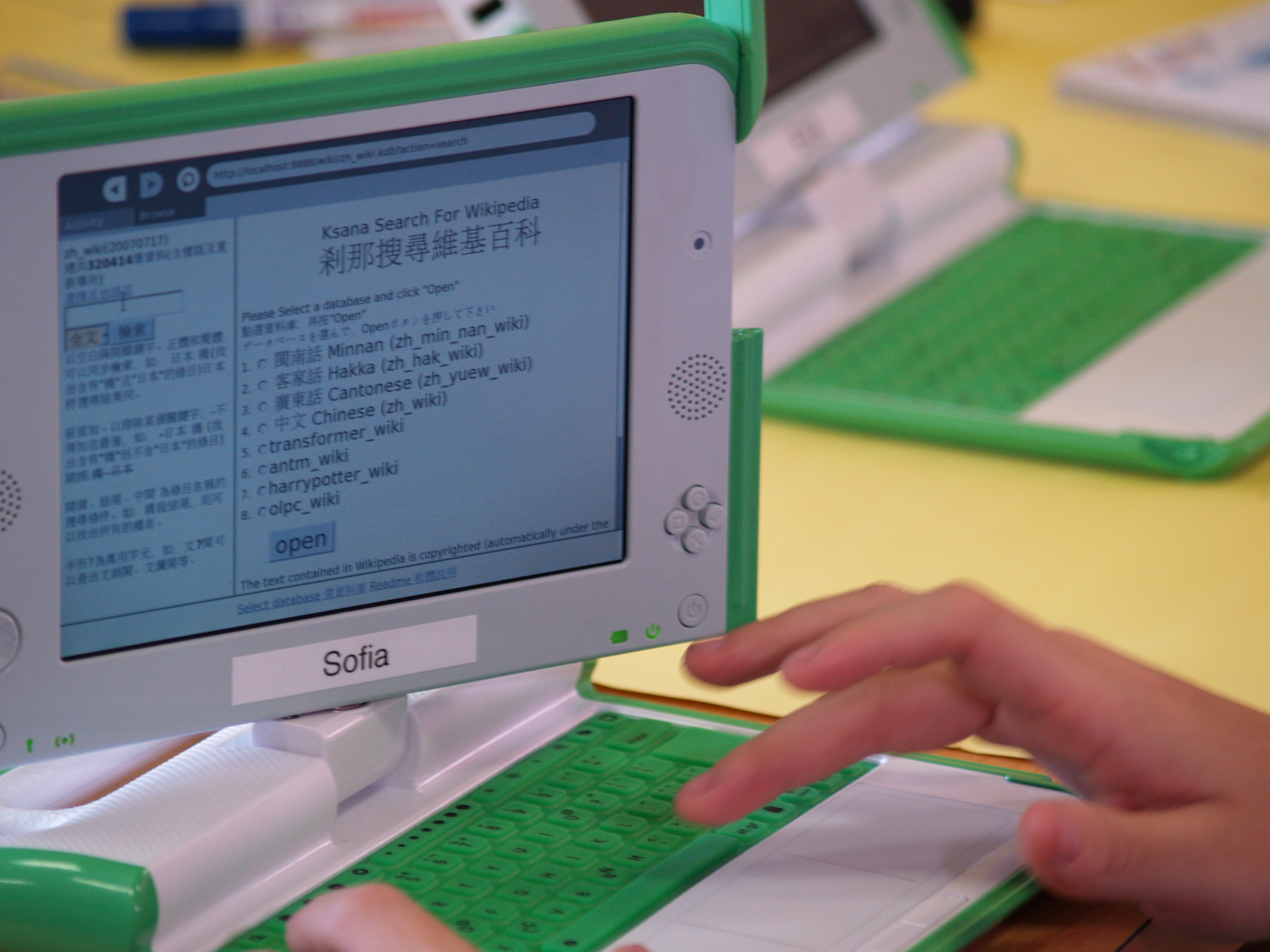
ویکی‌مانیاورژن منتشرشده در سال ۲۰۰۷

دانشنامهٔ آنلاین یا دانشنامهٔ برخط نوعی دانشنامهٔ اینترنتی است که بر روی فضای وب بارگذاری می‌شود.
دانشنامهٔ بر خط برای نخستین بار در سال ۱۹۹۳ درست شد و Interpedia نام داشت. این دانشنامه به کاربران این اجازه را می‌داد که هرکس بتواند آن را ویرایش کند.
پیش از ویکی‌پدیا، دانشنامهٔ بریتانیکا بزرگ‌ترین دانشنامهٔ جهان بود؛ ولی امروزه دانشنامهٔ ویکی‌پدیا با داشتن بیش از ۲۰۰ زبان دنیا و ۳ میلیون مطلب به زبان انگلیسی بزرگ‌ترین دانشنامهٔ جهان و دانشنامهٔ برخط است.

## دیجیتالی شدن متون
در سال ۱۹۹۵ پروژه گوتنبرگ شروع به تبدیل دانشنامه بریتانیکا به نسخهٔ دیجیتال کرد.
پروژهٔ گوتنبرگ در سال ۱۹۷۱ با هدف تبدیل نسخه‌های خطی و چاپی به دیجیتال راه اندازی شد همچنین این پروژه نخستین کتابخانه دیجیتال است.

## پیوند بیرون
- دانشنامهٔ ویکی‌پدیا
- دانشنامهٔ رشد
- پروژهٔ گوتنبرگ